# Sharon Lawrence
Sharon Elizabeth Lawrence (nacida 29 de junio de 1961) es una actriz estadounidense. Es reconocida por su personaje de Sylvia Costas Sipowicz en la serie policial del canal ABC llamada NYPD Blue. El personaje le valió tres nominaciones para el Premio Emmy a mejor actriz de reparto en una serie dramática.

## Primeros años y educación
Lawrence nació en Charlotte, Carolina del Norte. Es hija de Earlyn Lawrence, una administradora de educación y Tom Lawrence, un reportero de noticias de televisivo para WRAL-TV en Raleigh, Carolina del Norte. Se mudó de Charlotte a Raleigh en el tercer año del colegio y se graduó en la escuela Needham B. Broughton High School. Fue a la Universidad de Carolina del Norte en Chapel Hill y se graduó con un título de grado de Artes en periodismo en 1983.

## Carrera
Lawrence empezó su carrera actoral en Broadway en la reposición de 1987 de la obra Cabaret. En 1990,  actuó en El Violinista en el tejado. Apareció en un número de serie y películas televisivas en la década del '90, como Cheers y Star Trek: Voyager. En 1993 fue elegida para el papel de Sylvia Costas la serie policial NYPD Blue creada por Steven Bochco. Su labor en dicha serie le valió las tres nominaciones al Premio Emmy a la mejor actriz de reparto en una serie dramática, entre 1993 y 1996, y el Premio SAG a mejor actriz en una serie dramática en 1996. En 1996 abandonó el programa para lanzar su propia serie de comedia llamada Fired Up en la cadena NBC. La serie fue cancelada luego de dos temporadas. Más tarde, Lawrence regresó a NYPD Blue como personaje regular, y dejó el programa definitivamente en 1999, luego que su personaje fuera asesinado.
Lawrence protagonizó junto a Betty White y Alfred Molina una comedia llamada Ladies Man entre 1999 y 2001. Actuó como Velma Kelly en la obra musical de Broadway Chicago en 2000. También tuvo una participación recurrente en el drama sobrenatural de la CBS llamado Wolf Lake entre 2001 y 2002. En cine, Lawrence coprotagonizó Gossip (2000), Little Black Book (2004), y The Alibi (2006).

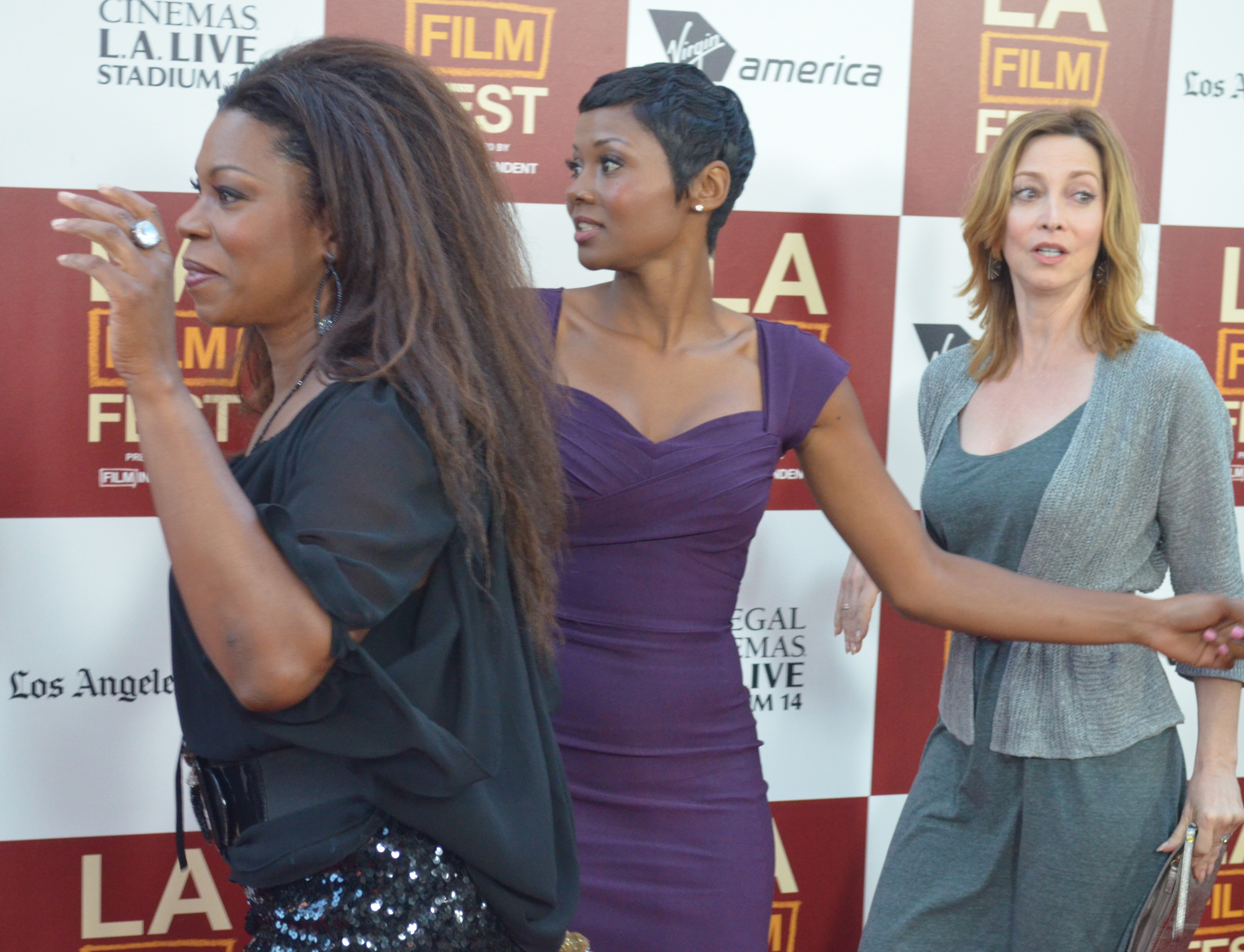
Lawrence con Lorena Toussaint y Emayatzy Corinealdi en el evento de presentación del film Middle of Nowhere en 2012

Lawrence fue estrella invitada en muchos dramas y comedias de televisión en los 2000. Tuvo el rol de Maisy Gibbons, en la primera temporada de Desperate Housewives. Ella también apareció en Law & Order: Special Victims Unit, Boston Legal, Monk, Curb Your Enthusiasm, The Mentalist, y Body of Proof. Protagonizó la película de televisión Atomic Twister como Corrine McGuire. Tuvo un papel recurrente en la serie adolescente Hidden Palms (2008) de la cadena CW, como Tess Wiatt, y estuvo en el drama televisivo canadiense The Line en 2009.
En 2009, Lawrence fue nominada para el Premio Emmy a la mejor actriz invitada en una serie dramática por su interpretación de la madre de Izzie Stevens en Grey's Anatomy. En abril de 2010, Lawrence participó del piloto Hitched para la CBS. En octubre de 2010,  comenzó su participación recurrente en la serie One Tree Hill como Sylvia Baker, la madre de Julian Baker (Austin Nichols). También llevó adelante el papel de madre del personaje principal en la comedia dramática Drop Dead Diva del canal Lifetime. También, encarnó el personaje de la madre de la doctora Maura Isles (Sasha Alexander) en la serie televisiva Rizzoli & Isles, pese a que en vida real es solamente 12 años mayor.
En 2017, Lawrence tuvo uno de los roles principales en la comedia Me, Myself and I. El programa sólo emitió seis episodios antes de su cancelación debido a sus bajos índices de audiencia. También en 2017 tuvo un papel recurrente en la serie dramática Queen Sugar, de la cadena Oprah Winfrey Network. Co-protagnizó, junto a Sam Elliott, la segunda temporada de The Ranch por Netflix. De 2016 a 2019 tuvo un personaje recurrente como la magnate inmobiliaria Margo Mierzejewski en la comedia dramática Shameless en el canal Showtime. Lawrence llevó adelante en 2018 el rol de Laura Van Kirk la telenovela Dinastía, y el personaje de Louise Garbeau en la comedia On Becoming a God in Central Florida en 2019.
En 2021 se sumó al elenco de Rebel, una serie dramática legal basada en la historia de Erin Brockovich, con la actriz Katey Sagal en el rol principal.

## Vida personal
En 2002, Lawrence se casó con el doctor Tom Apostle. Su boda se llevó a cabo en la iglesia Griega Ortodoxa Santa Sofía, la misma donde su personaje Sylvia Costas, en NYPD Blue se casó con el personaeje Andy Sipowicz.  Lawrence ha jugado en el World Poker Tour y actuado a beneficios para la asociación del Alzheimer en Los Ángeles.
Lawrence presidió la fundación Women In Film, la cual desde 1973 ha buscado generar oportunidades para las mujeres en la industria global del entretenimiento.

## Filmografía

### Películas
| Año  | Título                                      | Personaje               | Observaciones          |
| ---- | ------------------------------------------- | ----------------------- | ---------------------- |
| 1994 | Bloodfist V: Human Target                   | Asistente de joyería    |                        |
| 1994 | In the Line of Duty: The Price of Vengeance | Desconocida             | Película de televisión |
| 1994 | Someone She Knows                           | Sharon                  | Película de televisión |
| 1994 | The Shaggy Dog                              | Beth Daniels            | Película de televisión |
| 1995 | The Face on the Milk Carton                 | Sada Sands              | Película de televisión |
| 1995 | The Heidi Chronicles                        | Jill                    | Película de televisión |
| 1995 | Degree of Guilt                             | Mary Carelli            | Película de televisión |
| 1996 | A Friend's Betrayal                         | Nina Talbert            | Película de televisión |
| 1996 | Victim of the Haunt: The Uninvited          | Pattie Johnson          | Película de televisión |
| 1997 | Five Desperate Hours                        | Clair Ballard           | Película de televisión |
| 1997 | The Only Thrill                             | Joleen Quillet          | Película de televisión |
| 1999 | Blue Moon                                   | Cass Medieros           | Película de televisión |
| 1999 | Aftershock: Earthquake in New York          | Dori Thorell            | Película de televisión |
| 2000 | Gossip                                      | Detective Kelly         |                        |
| 2002 | Atomic Twister                              | Corrine Maguire         | Película de televisión |
| 2003 | Word of Honor                               | Marcy McClure Tyson     | Película de televisión |
| 2003 | Fly Cherry                                  | Cherry's mom            | Cortometraje           |
| 2004 | Little Black Book                           | Stacy's mom             |                        |
| 2004 | D-Minus                                     | Susan                   | Cortometraje           |
| 2005 | Nearing Grace                               | Mrs. Ash                | No acreditado          |
| 2005 | I?                                          | Karen                   | Cortometraje           |
| 2006 | Augusta, Gone                               | Martha Tod Dudman       | Película de televisión |
| 2006 | The Alibi                                   | Judith Hatch            |                        |
| 2006 | Fool Me Once                                | Maureen                 | Cortometraje           |
| 2011 | Talker                                      | Mary                    | Cortometraje           |
| 2011 | The Perfect Family                          | Agnes Dunn              |                        |
| 2012 | Middle of Nowhere                           | Fraine                  |                        |
| 2012 | The Nuclear Family                          | Karen                   | Película de televisión |
| 2012 | iVOTE                                       | Marni                   | Cortometraje           |
| 2012 | The Visit                                   | Ginny (mother of Diana) | Cortometraje           |
| 2013 | Jimmy                                       | Judge Robinson          |                        |
| 2014 | Born to Race 2: Fast Track                  | Mrs. Dalton             |                        |
| 2014 | Thinspiration                               | Dr. Klein               | Película de televisión |
| 2014 | Grace.                                      | Sonia                   |                        |
| 2014 | Una Vida: A Fable Of Music and the Mind     | Angela Cruz             |                        |
| 2014 | Somebody's Mother                           | Alice                   | Cortometraje           |
| 2014 | The Bridge Partner                          | Olivia Korhonen         | Cortometraje           |
| 2015 | Solace                                      | Mrs. Ellis              |                        |
| 2015 | If I Could Tell You                         | Sara Linda              | Cortometraje           |
| 2016 | Hearts of Christmas                         | Alice Shelby            | Película de televisión |
| 2017 | Deidra & Laney Rob a Train                  | Veronica                |                        |
| 2017 | Anabolic Life                               | Katherine Stenson       |                        |
| 2017 | Home                                        | Margaret Sullivan       | Cortometraje           |
| 2017 | Penny & Paul                                | Barb (voice)            | Cortometraje           |
| 2018 | Poinsettias for Christmas                   | Katherine Palmer        | Película de televisión |
| 2019 | Merry & Bright                              | Joy Merriwether         | Película de televisión |
| 2020 | The Lost Husband                            | Marsha                  |                        |
| 2020 | A Small Family Affair                       | Lorraine Heller         | Cortometraje           |
| 2020 | Brothers                                    |                         | Cortometraje           |
| 2020 | The Christmas House                         | Phylis                  | Película de televisión |

### Televisión
| Año       | Título                                | Personaje            | Observaciones                                                     |
| --------- | ------------------------------------- | -------------------- | ----------------------------------------------------------------- |
| 1992      | Civil Wars                            | Norma Helmutz        | Episodio: "Drone of Arc"                                          |
| 1993      | Beverly Hills, 90210                  | Paulette             | Episodio: "Parental Guidance Recommended"                         |
| 1993      | Cheers                                | Rachel               | Episodio: "The Guy Can't Help It"                                 |
| 1993–1999 | NYPD Blue                             | Sylvia Costas        | Regular de la serie; 99 episodios                                 |
| 1995      | Star Trek: Voyager                    | Amelia Earhart       | Episodio: "The 37's"                                              |
| 1996      | Caroline in the City                  | Maddie               | Episodio: "Caroline and the Proposal"                             |
| 1997      | Superman                              | Maxima               | Episodio: "Warrior Queen"                                         |
| 1997–1998 | Fired Up                              | Gwen Leonard         | Regular de la serie; 28 episodios                                 |
| 1999–2001 | Ladies Man                            | Donna Stiles         | Regular de la serie; 30 episodios                                 |
| 2001–2002 | Wolf Lake                             | Vivian Cates         | Regular de la serie; 9 episodios                                  |
| 2002      | Philly                                | Tabitha Davenport    | 2 episodios                                                       |
| 2002      | Law & Order: Special Victims Unit     | Maggie Peterson      | Episodio: "Chameleon"                                             |
| 2004      | Judging Amy                           | Andrea Adelstein     | Episodio: "Predictive Neglect"                                    |
| 2004      | Boston Legal                          | Judge Rita Sharpley  | Episodio: "Head Cases"                                            |
| 2004–2005 | Desperate Housewives                  | Maisy Gibbons        | 3 episodios                                                       |
| 2006–2008 | Monk                                  | Linda Fusco          | 4 episodios                                                       |
| 2007      | Hidden Palms                          | Tess Wiatt           | Regular de la serie; 8 episodios                                  |
| 2008–2009 | The Line                              | Jayne                | Regular de la serie; 15 episodios                                 |
| 2008      | Dirt                                  | Cassie Hope          | Episodio: "God Bless the Child"                                   |
| 2008      | The Capture of the Green River Killer | Fiona Remus          | Miniserie de televisión                                           |
| 2008      | The Prince of Motor City              | Dorothy Riley        | Piloto de televisión                                              |
| 2008–2009 | Privileged                            | Shelby Smith         | 3 episodios                                                       |
| 2008–2009 | Buzz                                  | Alexis Henson        | Web series                                                        |
| 2009      | Ghost Whisperer                       | Elena Bancroff       | Episodio: "Life on the Line"                                      |
| 2009      | Grey's Anatomy                        | Robbie Stevens       | Episodio: "No Good at Saying Sorry (One More Chance)"             |
| 2009      | Curb Your Enthusiasm                  | Dr. Trundle          | Episodio: "Vehicular Fellatio"                                    |
| 2009      | Community                             | Doreen               | Episodio: "Politics of Human Sexuality"                           |
| 2009–2013 | Drop Dead Diva                        | Bobbie Dobkins       | 6 episodios                                                       |
| 2010      | The Mentalist                         | Melba Walker Shannon | Episodio: "Bleeding Heart"                                        |
| 2010      | Hitched                               | Judy Reynolds        | Piloto de televisión                                              |
| 2010      | Blue Belle                            | Judy                 | 2 episodios: "Goin' to Vegas" y "Komshe Thunderfork" (Web series) |
| 2010–2011 | One Tree Hill                         | Sylvia Baker         | 6 episodios                                                       |
| 2011      | The Glades                            | Georgia Lancer       | Episodio: "Moonlighting"                                          |
| 2011      | American Dad!                         | Scarlett Reynolds    | Episodio: "The Scarlett Getter"                                   |
| 2012      | BlackBoxTV                            | Debrah Stratford     | Episodio: "Silverwood: Red Ink"                                   |
| 2012–2016 | Rizzoli & Isles                       | Dr. Hope Martin      | 6 episodios                                                       |
| 2013      | Body of Proof                         | Julia Stone          | Episodio: "Committed"                                             |
| 2014      | The After                             | Francis              | Piloto de televisión                                              |
| 2014      | Matador                               | Emily Taft           | Episodios: "Everything Old Is New Again" y "Mala Sangre"          |
| 2014      | Hell's Kitchen                        | Herself              | Temporada 13, episodio: "Winner Chosen"                           |
| 2015      | Mix                                   | Stella Ruiz          | Piloto de televisión                                              |
| 2015      | Blunt Talk                            | Sophie               | Episodio: "All My Relationships End in Pain"                      |
| 2016      | Game of Silence                       | Diana Stockman       | 6 Episodios                                                       |
| 2016      | Devious Maids                         | Lori                 | 1 Episodio                                                        |
| 2016–2019 | Shameless                             | Margo Mierzejewski   | 7 episodios                                                       |
| 2016      | I Like You Just the Way I Am          | Debbie               | Temporada 1                                                       |
| 2016      | Blue Bloods                           | Christine Sanders    | Episodio: "The One That Got Away"                                 |
| 2017      | The Last Tycoon                       | Frances Goldwyn      | 3 episodios                                                       |
| 2017–2018 | Me, Myself & I                        | Eleanor              | 6 episodios                                                       |
| 2017      | The Ranch                             | Brenda Sanders       | 7 episodios                                                       |
| 2017      | Queen Sugar                           | Lorna Prescott       | 3 episodios                                                       |
| 2018      | How to Get Away with Murder           | Ingrid Egan          | Episodio: "Lahey v. Commonwealth of Pennsylvania"                 |
| 2018–2020 | Dynasty                               | Laura Van Kirk       | 6 episodios                                                       |
| 2019–2020 | Criminal Minds                        | Roberta Lynch        | 3 episodios                                                       |
| 2019      | On Becoming a God in Central Florida  | Louise Garbeau       | 5 episodios                                                       |
| 2020      | Home Before Dark                      | Carol Collins        | 4 episodios                                                       |
| 2020      | L.A.'s Finest                         | Gloria Walker        | 2 episodios                                                       |
| 2020      | The Gaze: No Homo                     | Miranda Cryer        | 6 episodios (Web series)                                          |
| 2021      | Punky Brewster                        | Susan                | 2 episodios                                                       |
| 2021      | Rebel                                 | Angela Foyer         | 1 episodio                                                        |

## Premios y nominaciones
| Año  | Premio                                     | Categoría                                       | Película          | Resultado |
| ---- | ------------------------------------------ | ----------------------------------------------- | ----------------- | --------- |
| 1994 | Premio Emmy                                | Actriz de reparto en una serie dramática        | NYPD Blue         | Nominada  |
| 1995 | Premio SAG                                 | Mejor Ensemble de una serie dramática           | NYPD Blue         | Ganadora  |
| 1995 | Premio Emmy                                | Actriz de reparto en una serie dramática        | NYPD Blue         | Nominada  |
| 1996 | Premio SAG                                 | Mejor actriz en una serie dramática             | NYPD Blue         | Nominada  |
| 1996 | Premio SAG                                 | Mejor Ensemble de una serie dramática           | NYPD Blue         | Nominada  |
| 1996 | Premio Emmy                                | Actriz de reparto en una serie dramática        | NYPD Blue         | Nominada  |
| 1997 | Premio SAG                                 | Mejor Ensemble de una serie dramática           | NYPD Blue         | Nominada  |
| 1998 | Viewers for Quality Television Award       | Mejor personaje recurrente                      | NYPD Blue         | Nominada  |
| 1999 | Premio SAG                                 | Mejor Ensemble de una serie dramática           | NYPD Blue         | Nominada  |
| 1999 | Premio Satellite                           | Mejor actriz de serie dramática                 | NYPD Blue         | Nominada  |
| 2007 | Festival de cine Independiente Method Fest | Mejor actriz                                    | Fool Me Once      | Ganadora  |
| 2007 | Premio Prism                               | Mejor actuación en una película para televisión | Augusta, Gone     | Nominada  |
| 2009 | Premio Emmy                                | Mejor actriz invitada en una serie dramática    | Grey's Anatomy    | Nominada  |
| 2013 | Premio Black Reel                          | Mejor ensemble                                  | Middle of Nowhere | Nominada  |